# セントルイス病院
セントルイス病院（Saint Louis Hospital; โรงพยาบาลเซนต์หลุยส์）は、タイ・バンコクのサートン区にあるカトリック系非営利の私立病院。南サートン通り沿いに位置している。
敷地面積は3,200m2。

## アクセス
- バンコク・スカイトレインシーロム線のセントルイス駅
- 市内バス　No.17,77,115,116,149